# Omutninsk
Omutninsk è una cittadina della Russia europea nordorientale (Oblast' di Kirov), situata sul versante occidentale delle alture della Kama, sul fiume Omutnaja, 190 km a est del capoluogo Kirov; è il capoluogo amministrativo del distretto omonimo.
Fondata nel 1773 con il nome di Osokino, come insediamento annesso ad una neocostruita ferriera che prese il nome dalla famiglia Osokin; la fabbrica venne successivamente rinominata dal nome del fiume, Omutninskij Zavod. Risale al 1921, infine, la concessione dello status di città e l'adozione del nome attuale.
Anche al giorno d'oggi, l'industria metallurgica è la base economica della cittadina.

## Società

### Evoluzione demografica
Fonte: mojgorod.ru
- 1926: 6.400
- 1939: 17.400
- 1959: 24.800
- 1970: 28.800
- 1989: 29.200
- 2007: 25.000